# Ocymyrmex phraxus
Ocymyrmex phraxus är en myrart som beskrevs av Bolton 1981. Ocymyrmex phraxus ingår i släktet Ocymyrmex och familjen myror. Inga underarter finns listade i Catalogue of Life.